# Salsjön, Blekinge
Salsjön är en sjö strax utanför Bräkne-Hoby i Ronneby kommun i Blekinge och ingår i Vierydsåns huvudavrinningsområde. Sjön är 5,8 meter djup, har en yta på 0,0731 kvadratkilometer och befinner sig 33,6 meter över havet.
Sjön har badmöjlighet och grässtrand som ligger i skogslandskap. Förutom att bada kan man också grilla på grillplats och har möjlighet till att bada bastu. Om man vill motionera finns det en vandringsled runt sjön samt flera strövstigar och motionsspår.

## Delavrinningsområde
Salsjön ingår i delavrinningsområde (623269-145993) som SMHI kallar för Ovan 623175-146105. Medelhöjden är 45 meter över havet och ytan är 4,8 kvadratkilometer. Det finns inga avrinningsområden uppströms utan avrinningsområdet är högsta punkten. Vattendraget som avvattnar avrinningsområdet har biflödesordning 2, vilket innebär att vattnet flödar genom totalt 2 vattendrag innan det når havet efter 5,9 kilometer. Avrinningsområdet består mestadels av skog (89 %). Avrinningsområdet har 0,06 kvadratkilometer vattenytor vilket ger det en sjöprocent på 1,3 %.